# Grand maître (Marvel Comics)
Pour l’article homonyme, voir Grand maître.
En Dwi Gast, alias le Grand maître (« The Grandmaster » en VO) est un personnage de fiction évoluant dans l’univers Marvel de la maison d'édition Marvel Comics. Créé par le scénariste Roy Thomas et le dessinateur Sal Buscema, il apparaît pour la première fois dans le comic book The Avengers (vol. 1) #69 en octobre 1969.
Il fait partie du groupe des Doyens de l'univers.

## Biographie du personnage
Le Grand maître est l'un des êtres vivants les plus vieux de l'univers et, malgré le fait que ses origines soient inconnues, il est admis qu'il fait partie de l'une des premières races intelligentes apparues dans l'une des premières galaxies créées après le Big Bang.
Son intérêt particulier pour les jeux l'a mené à étudier ceux de nombreuses civilisations à travers l'univers, et par la suite à créer ses propres jeux. Ces derniers incluent aussi des tournois et des compétitions, comparables à des combats de gladiateurs, qui se terminent souvent par la mort d'un ou de plusieurs participants.
Les participants à ces événements sont issus des quatre coins de l'univers mais également de différentes réalités.

## Pouvoirs et capacités
Le Grand maître est l'un des plus puissants Doyens de l'Univers. Il a été décrit comme maîtrisant le « Pouvoir primordial » (Power primordial), un rayonnement cosmique résultant du Big Bang. Cependant, son pouvoir est considérablement inférieur à celui de Galactus ou de l'Intermédiaire. Il a été suggéré que le Grand Maître peut utiliser — et dans certains cas, a utilisé — une technologie très avancée pour augmenter ses capacités et effectuer des prouesses mentales qui sont normalement au-delà de ses capacités. Bien que l'étendue de ses capacités mentales soient inconnues, il est admis qu'il a accès et maîtrise une technologie bien au-delà de la compréhension humaine.
En Dwi Gast possède un intellect surhumain très développé, avec notamment une vaste connaissance des jeux et de la théorie des jeux bien au-delà des capacités humaines actuelles. Il possède également une connaissance encyclopédique et une compréhension sur des milliers de jeux exotiques, joués dans tout l'univers. Avec peu d’informations, il est capable de calculer diverses probabilités en un dixième de seconde et peut se souvenir d'innombrables règles ou de données sur les jeux. Il possède également quelques capacités extra-sensorielles de perception mentale qui lui permettent de ressentir dans son environnement des choses non détectables par les sens normaux. Il maintient également un lien psychique avec les ordinateurs hautement avancés de son monde de base, qui étendent et améliorent ses capacités mentales.
- Le Grand maître possède une énergie vitale cosmique qui le rend pratiquement immortel. Cela lui donne une immunité au vieillissement, à la maladie et à tous types de poison, et le rend invulnérable aux blessures conventionnelles par régénération de tous les dommages qu'il pourrait subir. Il peut survivre et voyager dans l'espace sans aide, et sans avoir besoin de nourriture, de boisson ou d'air.
- Il peut utiliser sa force vitale cosmique pour divers effets, dont la lévitation, la projection de rafales d'énergie cosmique, la téléportation dans l'espace, la téléportation dans le temps ou les dimensions alternatives, l'ajustement de sa taille, le contrôle du temps (afin d'interagir avec des êtres se déplaçant à des vitesses surhumaines) et le réarrangement de la matière à une échelle planétaire.
- Sa capacité la plus redoutable est sans nul doute son pouvoir sur la vie et la mort. Le Grand Maître peut « vouloir » la mort d'un autre être. Cependant, on ne sait pas s'il est capable de « vouloir » la mort d'un autre être virtuellement immortel comme lui. Il peut également « ressusciter » un autre être, quel que soit son état de blessure, et peut même guérir une personne au seuil de la mort. Cependant, il ne peut pas ressusciter un autre être virtuellement immortel, alimenté par une « force de vie cosmique » comme lui-même, ou quelqu'un qui est mort après un certain temps.
- Il peut aussi conférer temporairement ces pouvoirs à un autre être.
- Actuellement, en raison de ses machinations contre la Mort, lui et les autres Doyens de l’univers ne peuvent pas mourir.

Il a également accès à divers dispositifs exotiques extraterrestres au besoin, comme des vaisseaux spatiaux.

## Apparitions dans d’autres médias
Sauf indication contraire, les informations mentionnées dans cette section peuvent être confirmées par la base de données cinématographiques IMDb,  présente dans la section « Liens externes ».

### Films

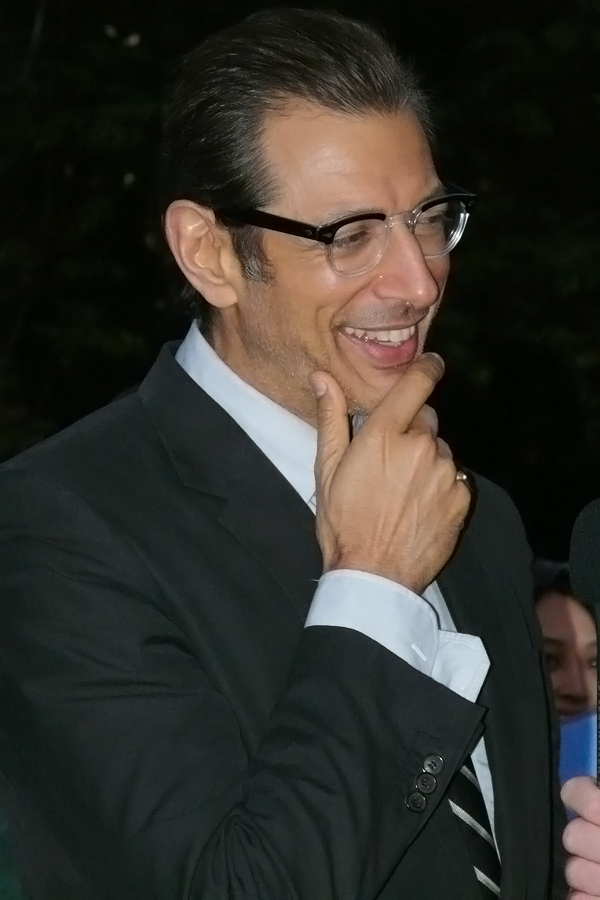
L'acteur Jeff Goldblum incarne le Grand maître dans le film Thor: Ragnarok (2017).

Interprété par Jeff Goldblum dans l'univers cinématographique Marvel
- 2017 : Les Gardiens de la Galaxie Vol. 2 de James Gunn — seulement dans le générique de fin, vu en train de danser[3].
- 2017 : Thor: Ragnarok de Taika Waititi
- 2021-2023 : What If...? (série télévisée d'animation)

### Télévision
- 2006 : Les Quatre Fantastiques (série d'animation)
- 2014 : Ultimate Spider-Man (série d'animation)
- 2015 : Les Gardiens de la Galaxie (série d'animation)